# Pfarrkirche Sankt Anna am Aigen

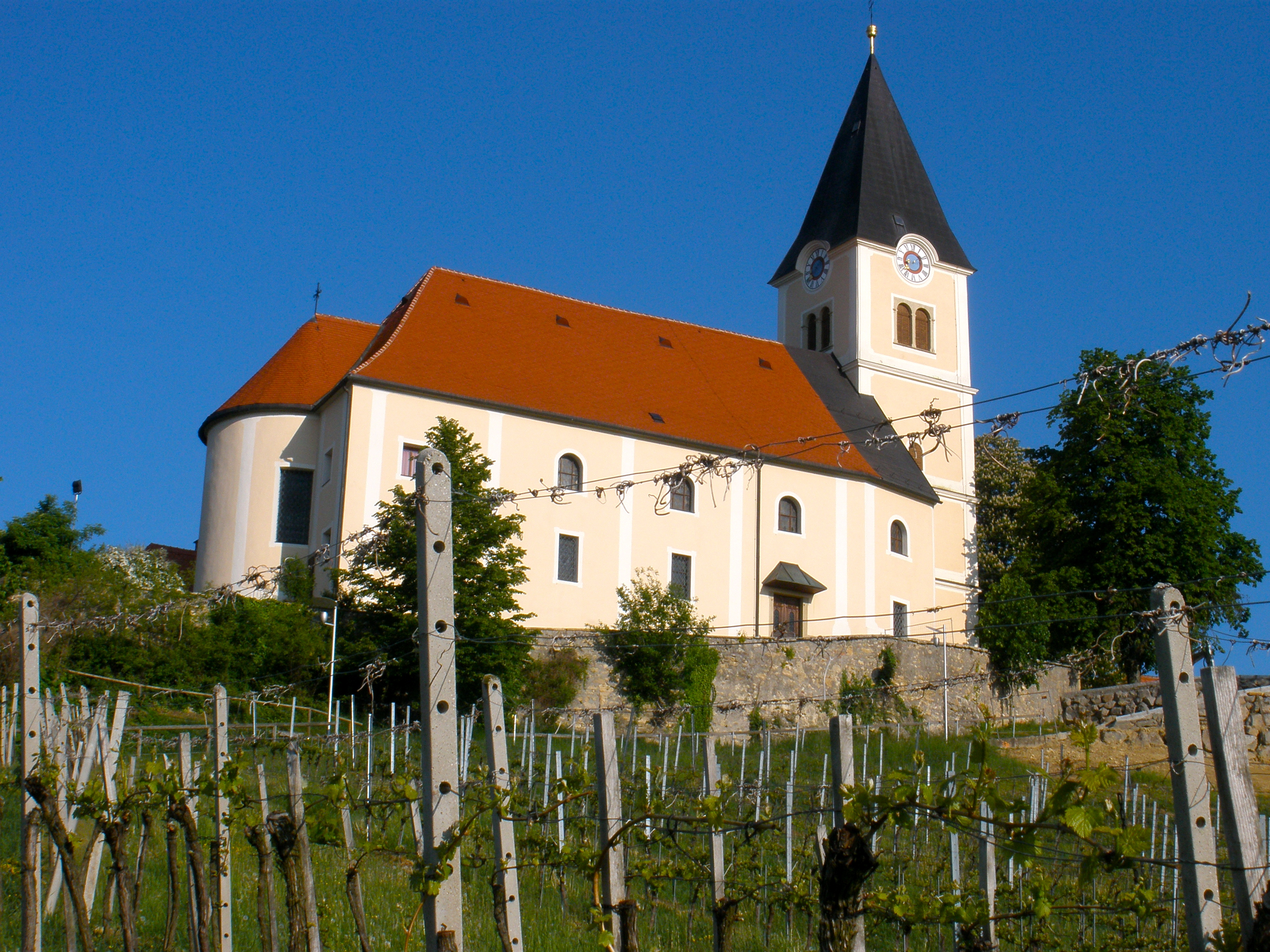
Pfarrkirche hl. Anna

Die römisch-katholische Pfarrkirche Sankt Anna am Aigen steht im Ort Aigen in der Marktgemeinde Sankt Anna am Aigen in der Steiermark. Die Pfarrkirche hl. Anna gehört zum Dekanat Feldbach in der Diözese Graz-Seckau. Das Kirchengebäude steht unter Denkmalschutz.

## Geschichte
Eine Kapelle wurde 1545 urkundlich genannt. Die Kapelle wurde 1706 bei einem Einfall der Kuruzen zerstört. Der Neubau aus 1712 ist nach Süden ausgerichtet und wurde 1717 geweiht. Die Kirche wurde 1788 zur Pfarrkirche erhoben. 1967 war eine Außenrestaurierung, 1978 eine Innenrestaurierung.

## Architektur
Die Pfarrkirche steht am südlichen Ortsende an einem kleinen Vorplatz in einer zum Teil noch alten Ummauerung. Das dreischiffige vierjochige Langhaus hat Kreuzgratgewölbe und Gurten auf Pfeiler. Die niedrigeren Seitenschiffe haben offene Emporen. Das westliche Seitenschiff ist schmäler und um ein Joch kürzer. Die dreiachsige Orgelempore ist gemauert. Der einjochige Chor hat einen Halbkreisschluss. Östlich am Chor ist die Sakristei angebaut. Der im Norden vorgesetzte quadratische Turm hat ein Pyramidendach. Die farbigen Glasfenster schuf um 1907 die Firma Ferdinand Koller in Graz.

## Ausstattung

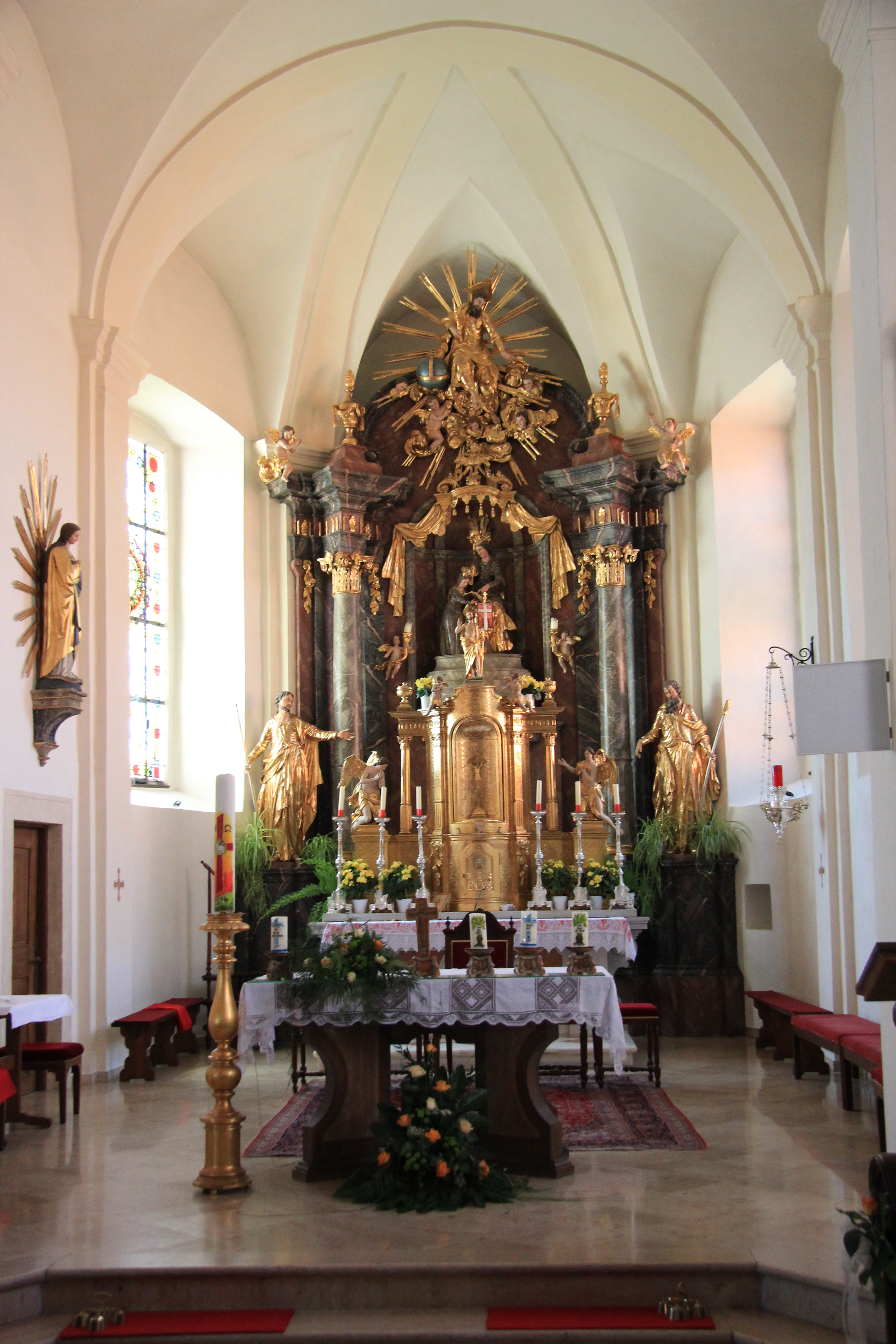
Der Altar

Die Einrichtung um 1780 ist aus der Werkstatt Veit Königer. Der Hochaltar trägt die Figurengruppe Anna Maria lesen lehrend in einer Baldachinnische. Die Seitenaltäre zeigen in reich gerahmten Bilder Augustin und Ulrich. Der rechte Seitenaltar trägt die Statuette Maria Immaculata. Die Kanzel hat farbig gefasste Evangelistenreliefs. Das Taufbeckengehäuse trägt die bekrönende Figurengruppe Taufe Christi. Im rechten Kirchenschiff hängt das Bild Dreifaltigkeit in einem Laub- und Bandlwerkrahmen um 1730.
Die Orgel ist aus 1915; ihre Renovierung erfolgte 2007 durch Orgelbauer Mathis. 
Eine Glocke goss 1716 Franz A. Pigneth.